# Marlon Xavier
Marlon Rodrigues Xavier dit Marlon Xavier, né le 20 mai 1997 à Cascavel au Brésil, est un footballeur brésilien qui évolue au poste d'arrière gauche au Grêmio Porto Alegre en prêt du Cruzeiro EC.

## Biographie

### Débuts au Brésil
Natif de Cascavel au Brésil, Marlon Xavier est formé par le Criciúma ES, avec qui il fait ses débuts professionnels en 2015, alors que le club évolue en deuxième division brésilienne.
En juillet 2017, il rejoint le Fluminense FC. Il découvre alors la première division, en jouant son premier match le 3 août 2017 face à Sport Recife (2-2).

### Boavista FC
Le 5 août 2019, il est prêté pour la saison 2019-2020 au Boavista FC au Portugal, pour ce qui s'avère être sa première expérience en Europe. Il joue son premier match avec Boavista le 11 août 2019, face au CD Aves en Liga NOS. Il est titulaire ce jour-là, et son équipe s'impose sur le score de deux buts à un. Marlon Xavier inscrit son premier but pour Boavista le 15 septembre 2019, en ouvrant le score face au Sporting CP en championnat, mais la rencontre se solde finalement par un match nul (1-1).

### Trabzonspor
Le 12 août 2020 Marlon Xavier est prêté avec option d'achat au club turc de Trabzonspor.

### Retour à Fluminense
Après deux saisons passées en prêts à Boavista et Trabzonspor, Marlon Xavier fait son retour au Fluminense FC.

### Cruzeiro EC
Le 10 mars 2023, Marlon Xavier rejoint le Cruzeiro EC. Il signe un contrat courant jusqu'en décembre 2025.